# Zweifelscheid
Zweifelscheid ist eine Ortsgemeinde im Eifelkreis Bitburg-Prüm in Rheinland-Pfalz. Sie gehört der Verbandsgemeinde Südeifel an.

## Geographie
Der Ort liegt im Naturpark Südeifel im oberen Enztal. Zu Zweifelscheid gehören auch der nördlich liegende Weiler Engelsdorf, der westlich liegende Weiler Juckerstraße und der Wohnplatz Kokelsnaak.
Zweifelscheid hat eine Fläche von 181 Hektar, von denen 69 Prozent landwirtschaftlich genutzt werden, 24 Prozent sind Waldfläche.
Nachbarorte von Zweifelscheid sind die Ortsgemeinden Emmelbaum im Norden, Ammeldingen bei Neuerburg im Nordosten, Leimbach im Süden, Karlshausen im Südwesten und die bereits zur Verbandsgemeinde Arzfeld gehörende Ortsgemeinde Jucken im Nordwesten.

## Geschichte
Zweifelscheid wurde erstmals 1539 als Tzwyvelschent urkundlich erwähnt.
Bis Ende des 18. Jahrhunderts gehörte der Ort zur Herrschaft Neuerburg im Herzogtum Luxemburg und war der Meierei Koxhausen unterstellt. Infolge der französischen Revolutionskriege wurden die Österreichischen Niederlande, zu denen Luxemburg damals gehörte, 1795 in den französischen Staat eingegliedert. Zweifelscheid war der Mairie Ammeldingen im Kanton Neuerburg des Arrondissements Bitburg im Departement der Wälder zugeordnet.
Aufgrund der Beschlüsse auf dem Wiener Kongress kam das vormals luxemburgische Gebiet östlich der Sauer und der Our 1815 zum Königreich Preußen. Zweifelscheid gehörte zur Bürgermeisterei Ammeldingen im 1816 neu errichteten Kreis Bitburg des Regierungsbezirks Trier, der von 1822 an Teil der Rheinprovinz war.
Nach dem Ersten Weltkrieg gehörte das Gebiet zum französischen Teil der Alliierten Rheinlandbesetzung. Nach dem Zweiten Weltkrieg wurde Zweifelscheid innerhalb der französischen Besatzungszone Teil des damals neu gebildeten Landes Rheinland-Pfalz.
Kirchlich ist Zweifelscheid eine Filiale der Pfarrei Karlshausen.
Bevölkerungsentwicklung
Die Entwicklung der Einwohnerzahl von Zweifelscheid, die Werte von 1871 bis 1987 beruhen auf Volkszählungen:
| Jahr | Einwohner |
| ---- | --------- |
| 1815 | 57        |
| 1835 | 117       |
| 1871 | 128       |
| 1905 | 178       |
| 1939 | 107       |
| 1950 | 112       |
| 1961 | 106       |

| Jahr | Einwohner |
| ---- | --------- |
| 1970 | 86        |
| 1987 | 62        |
| 1997 | 53        |
| 2005 | 46        |
| 2011 | 53        |
| 2017 | 50        |
| 2023 | 59        |

## Politik

### Gemeinderat
Der Gemeinderat in Zweifelscheid besteht aus sechs Ratsmitgliedern, die bei der Kommunalwahl am 9. Juni 2024 in einer Mehrheitswahl gewählt wurden, und dem ehrenamtlichen Ortsbürgermeister als Vorsitzendem.

### Bürgermeister
Alexander Balmes wurde am 5. August 2019 Ortsbürgermeister von Zweifelscheid. Bei der Direktwahl am 26. Mai 2019 wurde er mit einem Stimmenanteil von 79,41 % und am 9. Juni 2024 als einziger Bewerber mit 84,6 % für jeweils fünf Jahre gewählt.
Der Vorgänger von Alexander Balmes, Winfried Balmes, hatte das Amt 35 Jahre ausgeübt.

### Wappen
| Wappen von Zweifelscheid | Blasonierung: „Von Gold über Rot über silbernem Schildfuß mit blauem Wellenbalken durch schräglinke rot-silberne Leisten geteilt, oben schwarzes, dreifach gezinntes Tunnelportal mit silbernem Tunnel, unten drei goldene Ähren.“ |
| Wappen von Zweifelscheid | Wappenbegründung: Die Farben Rot und Silber dokumentieren die frühere Zugehörigkeit zur luxemburgischen Herrschaft Neuerburg. Das Tunnelportal in Schwarz weist auf den 127 m langen Zweifelscheider Tunnel hin, die drei Zinnen auf die drei Ortsteile. Das blaue Wellenband symbolisiert die Enz, die drei Ähren symbolisieren den Ackerbau. Das Wappen wurde im September 2010 von der Kreisverwaltung des Eifelkreises Bitburg-Prüm genehmigt. |

## Kultur und Sehenswürdigkeiten
- Kleiner Enz-Wasserfall

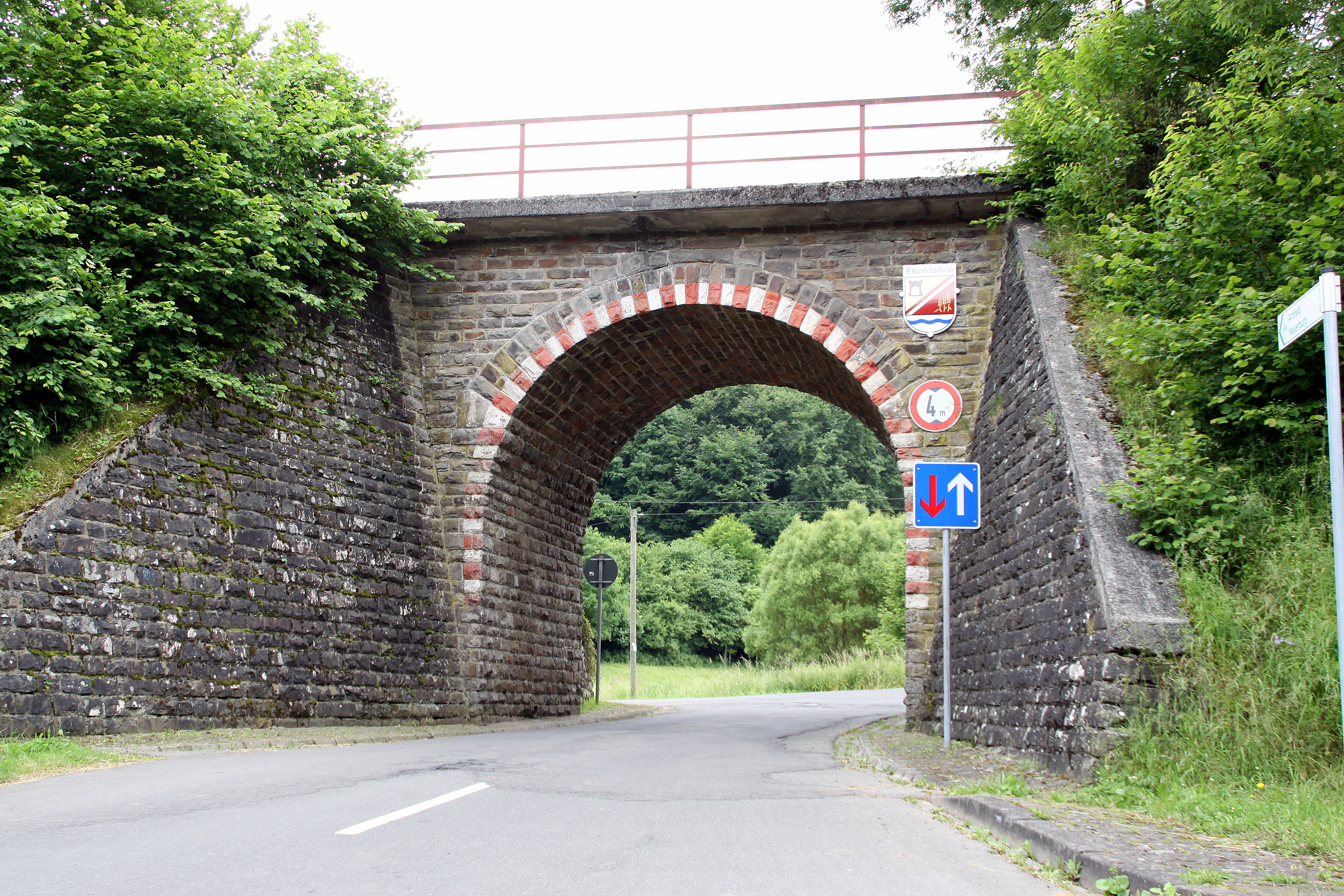
Brücke Westeifelbahn

- Enztal-Radweg – ehemalige Bahntrasse, die zu einem Rad- und Wanderweg umgebaut wurde[11]
- Freizeitanlage auf dem ehemaligen Bahnhofsareal
- Burg Neuerburg befindet sich ca. 6 km vom Ort

## Verkehr
Die Gemeinde ist durch die Kreisstraße 58 erschlossen. Auf der Bahnstrecke Pronsfeld–Neuerburg hatte Zweifelscheid eine Station; der Schienenverkehr wurde aufgegeben.

## Persönlichkeiten
- Valentin Brück (1911–1980), Politiker (CDU), Mitglied des Deutschen Bundestages